# LISA Pathfinder
LISA Pathfinder o SMART-2 (Small Missions for Advanced Research in Technology) es un satélite de la Agencia Espacial Europea destinado a validar las tecnologías que se utilizarán en la futura misión LISA. El objetivo de LISA es observar ondas gravitacionales mediante un grupo de 3 satélites aplicando técnicas de interferometría láser que requieren mediciones de alta precisión. Concretamente, LISA Pathfinder debe permitir validar los acelerómetros capacitivos, los micro-aceleradores, los compensadores de empuje y los bancos ópticos.

## Objetivos
LISA Pathfinder debe validar el sistema de pilotaje mediante compensación de empuje, el rendimiento esperado del cual es de 10-14 ms-2Hz-1/2 y que no puede ser validado en la Tierra debido a la fuerza de la gravedad. Concretamente los objetivos del satélite LISA Pathfinder son:
- demostrar que una masa de prueba se puede colocar en caída libre
- validar la operación del interferómetro láser con un espejo en caída libre
- comprobar la fiabilidad respecto al tiempo de los micropropulsores, los láser y la óptica en un ambiente espacial.

## Características técnicas
LISA Pathfinder tiene una masa total de 1910 kg, incluyendo el módulo de propulsión con 1100 kg de ergoles líquidos para situar a LISA Pathfinder en su órbita de trabajo y el satélite científico propiamente dicho con una masa de 420 kg. El satélite embarca un único instrumento denominado desarrollado para ESA por parte de un consorcio de países europeos denominado LTP (LISA Technology Package) el cual contiene dos masas de prueba con la forma de cubos de 46 mm de lado y que deben servir a la vez de espejo para el interferómetro y de referencia inercial para el sistema de control de posición. El LTP es un modelo reducido del interferómetro de LISA: mientras que la distancia entre los espejos será de 5 000 000 de kilómetros para LISA, para LISA Pathfinder será solamente de 35 cm.
El DFACS es el sistema de control de la posición del satélite y se encarga de la compensación de todas las fuerzas que actúan sobre el satélite que no sean la de la gravedad, como por ejemplo la presión de radiación. Utiliza propulsores de gas desarrollados para la misión GAIA (junto con propulsores coloidales desarrollados por NASA) y mantiene el satélite alrededor de un punto de referencia en caída libre.
La contribución nacional, liderada por el Grupo de Astronomía de Ondas Gravitacionales del Instituto de Ciencias del Espacio, crucial para la consecución de los objectivos de la misión, consiste en:
- Sensores térmicos y magnéticos de bajo ruido en la banda de interés (1 a 30 MHz).
- Actuadores térmicos y magnéticos de precisión.
- Monitor de Radiación.
- El ordenador encargado del control del LTP así como de su programación.

## Desarrollo de la misión

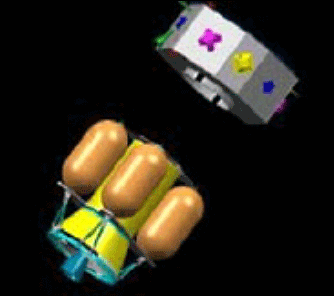
Ilustración del satélite Pathfinder y su módulo propulsor

El satélite será inyectado por el cohete europeo Vega en una órbita baja elíptica de 200 × 1620 kilómetros con una inclinación de 5,3 °. Utilizando sus propios motores, que proporcionarían un delta-V de 3,1 km/s, LISA Pathfinder debe aumentar la altura de su apogeo quince veces y después de 3 semanas escapar de la atracción gravitatoria de la Tierra y situarse cerca del punto de Lagrange L1 del sistema Sol-Tierra, en una posición casi estable a 1 500 000 kilómetros de la Tierra. El módulo de propulsión es eyectado antes de la llegada a L1. LISA Pathfinder comienza entonces sus operaciones científicas con una duración prevista de 6 meses dibujando una Curva de Lissajous alrededor de L1.